# Thomas Löhr
Thomas Löhr (Frankfurt, 29 de fevereiro de 1952) é bispo auxiliar na Diocese de Limburgo.

## Vida
Thomas Löhr estudou na Pontifícia Universidade Gregoriana em Roma. Löhr viveu neste momento no Pontificium Collegium Germanicum et Hungaricum de Urbe . Ele recebeu o sacramento da Ordem Sagrada em 10 de outubro de 1976 em Roma. Em seguida, ele continuou seus estudos em Roma e em 1982 na Pontifícia Universidade Gregoriana para a preparação de uma tese de doutoramento intitulada A doutrina Roberto Belarmino do conselho geral para o doutorado em teologia doutorado.
De 1981 a 1982 Löhr foi capelão na paróquia de São João, apóstolo em Frankfurt-Unterliederbach e capelão de 1982 a 1984 na paróquia de São João Batista em Elz. Em 1984 ele se tornou chanceler da do seminário do Limburg diocese. Em 1985, Thomas Löhr Regens do seminário de Limburgo . De 1997 a 2007 foi pastor e decano de Rüdesheim am Rhein e Eibingen. Além disso, Löhr estava neste momento decano do distrito Rheingau. Em 2006, Thomas Löhr foi bispo Franz Kamphaus nomeou o chefe do Departamento de Serviços Pastorais no Orçamento Episcopal de Limburgo e, logo depois, nomeou o Senhor honorário do capítulo da catedral de Limburgo; Em 23 de abril de 2008, ele finalmente se tornou membro da catedral membro cheio do capítulo da catedral de Limburgo.
Em 15 de junho de 2009, o Papa Bento XVI o nomeou bispo titular de Diana e ordenou-lhe bispo auxiliar na Diocese de Limburgo. A ordenação episcopal recebeu seu bispo Franz-Peter Tebartz-van Elst em 30 de Agosto de 2009, os Catedral de Limburg; Os co-conselheiros foram o ex-bispo Franz Kamphaus e o bispo auxiliar emérito de Limburgo, Gerhard Pieschl. 
Na Conferência Episcopal Alemã, ele pertence à Comissão Ecumênica e à Comissão Caritas. 

## Brasão e lema
O escudo, dividido em quatro, mostra na caixa 1, dividida em dois, uma cruz vermelha em um chão branco prateado e em um fundo vermelho uma espada dourada, matando um dragão azul-dourado ( St. Georg ), o brasão diocese de Limburgo. O campo 2 mostra em um fundo dourado um sol, Cristo, o sol da justiça. Os raios de sol são também o atributo de Santo Tomás de Aquino , ele é o santo padroeiro do bispo. O Campo 3 mostra em linhas onduladas ao longo do rio branco prateado (Main, Tiber, Rhine e Lahn). Nascido no Main, estudou no Tibre (Roma), pastor no Reno e bispo auxiliar do Lahn, mas também rio da vida e do batismo. Campo 4 mostra em um fundo vermelho a dolorosa Mãe de Deus ( Pietà ) (foto da graça de Bornhofena que o bispo está muito ligado) sob cuja proteção ele se coloca.
Atrás do escudo de pé a cruz do bispo, acima do Bischofshut verde ( Galero ) com seis borlas verdes (fiocchi) incluindo o lema.
Seu lema Veritatem facientes in caritate ("Verdade no Amor") vem de Efésios ( Efésios 4:15 da  UE ).

## Links da Web
- Meldung auf der Homepage des Bistums Limburg zur Ernennung von Thomas Löhr zum Weihbischof
- Cheney, David M. «Bischof» (em inglês). Catholic-Hierarchy.org